# Paramos (Espinho)
Paramos es una freguesia portuguesa situada en el municipio de Espinho. Según el censo de 2021, tiene una población de 3127 habitantes.
Se trata de una freguesia costera, situada entre las ciudades de Espinho, al norte, y la de Esmoriz, al sur, distando unos 25 km de Oporto y 50 km de Aveiro. Limita con las freguesias de Silvalde al norte; Esmoriz, al sur, y São Paio de Oleiros, del municipio de Santa Maria da Feira, al este.
En el territorio de la freguesia se encuentra el castro de Ovil